# 機動戰士Z GUNDAM劇場版
《机动战士Ζ GUNDAM剧场版》（日語：『機動戦士Ζガンダム』劇場版）是电视动画《机动战士Z GUNDAM》的20周年纪念作品。由富野由悠季亲自执导，以1985年播出的《机动战士Z GUNDAM》为蓝本，分成三部，分别于2005年至2006年间在日本的剧场中上映。本剧也是自《劇場版∀ GUNDAM I 地球光》和《劇場版∀ GUNDAM II 月光蝶》之后时隔3年GUNDAM系列的又一部劇場动画。本系列作品以旧有85年电视动画版片段为基础，加上全新制作的动画画面而改编为全新的剧场版。其中首部曲《機動戰士Z GUNDAM 星之繼承者》曾獲選為2005年第九回日本新媒體動漫藝術節動畫部門推薦的作品，以及2005年度动画大赏剧场版优秀动画赏，导演富野由悠季更是凭借此片获得最佳导演监督。

## 系列概述
《机动战士Z高达 A New Translation》一共3部电影，是1985年到1986年之间在电视台播映的电视剧版动画《机动战士Z高达》全部50集中的内容，加上新制作的部分画面所制作而成的电影作品。三部电影在2005年到2006年之间依次上映。

## 故事情节

### 机动战士Z高达——星之继承者
宇宙世纪0087年。住在地球上的人们和住在太空殖民地上的人们之间的争执至今仍未结束，人们的灵魂也还没有从地球的重力中解放出来。居住在太空殖民地格林诺亚1号中的少年卡缪·比丹因为与联邦军人因名字而起了争执被拘禁了起来。因此乘乱夺取了正在内部实验中的新型机动战士高达Mk-II，投身于反地球联邦组织A.E.U.G.。被夺走高达Mk-II的联邦军精英组织“提坦斯”，强行实施了以卡缪的父母为人质的卑劣作战。结果使得卡缪眼看着失去了自己的双亲。
加入了AEUG的卡缪遇到了柯瓦特罗·巴吉纳上尉，他的真实身份是曾经的吉恩公国军的王牌夏亚·阿兹纳布尔。在他的带领下，还没来得及为父母的死而悲伤的卡缪很快就参加了AEUG的作战行动，从太空突破大气层降落到地球。
在另一边的地球上，曾经的夏亚的竞争对手、被软禁中的传说的战士阿姆罗·雷也开始了活动，最终与降落至地球的柯瓦特罗以及卡缪汇合。

### 机动战士Z高达II——恋人们
投身于联邦军的精英组织“提坦斯”与反地球联邦组织AEUG之间内战的卡缪帮助柯瓦特罗返回宇宙，自己却留在了地球上。在地球上，卡缪与神秘的少女凤·村雨经历了命运般的邂逅。但是，凤其实是提坦斯的强化人。二人禁忌般的相遇使卡缪的心被爱情和痛苦所撕裂。而提坦斯和AEUG的对立，使宇宙再次迎来了战争。

### 机动战士Z高达III——星之跃动是爱
战争混乱加剧。带领AEUG的柯瓦特罗、企图将提坦斯占为己有的希罗克，以及高举复兴扎比家旗帜的吉恩军残党阿克西斯首领哈曼这三股势力互相牵制。最终使得战局向着围绕着宇宙殖民卫星格里普斯2号进发。另一方面，蕾科亚·伦德离开了AEUG，投靠向了提坦斯的希罗克。而另一边在仰慕希罗克的同时，也被AEUG的卡缪等人所吸引的还有萨拉·撒比亚罗夫。接受了她们的想法，卡缪驾驶着Z高达在混乱的战场上飞行。
故事的总体走向与电视版的大致相同。删掉了其中的几集故事内容，相比于在电视剧版中卡缪反抗的个性，由于变得率直且较为柔和，同时也将电视版中的悲剧结局作了修改。除此之外，原本电视版中的许多台词均已进行了变更和删减。

## 製作
| 企劃、動畫製作 | 万代南梦宫                                    |
| 原案           | 矢立肇                                        |
| 原作           | 富野由悠季                                    |
| 分镜           | 富野由悠季                                    |
| 总監督         | 富野由悠季                                    |
| 劇本           | 富野由悠季                                    |
| 角色設計       | 安彦良和                                      |
| 角色作画监督   | 恩田尚之                                      |
| 機械設定       | 大河原邦男、藤田一己                          |
| 设定协助       | 山根公利（II） 角木肇（III）                  |
| 机械作畫監督   | 仲盛文                                        |
| 美術監督       | 东润一（I）、甲斐政俊                         |
| 数码色彩設計   | すずきたかこ                                  |
| 攝影監督       | 木部さおり                                    |
| Studio演出     | 松尾衡                                        |
| 編輯           | 山森重之（I）、 坂本久美子（II・III）         |
| 原始分镜提供   | 原田奈奈、宅野誠起（II・III）                 |
| 音响指導       | 藤野貞義                                      |
| 音樂           | 三枝成彰                                      |
| 音乐制作       | 大田敏明、Border Line                         |
| 音響効果       | 西村睦弘、 Fizz Sound Creation                |
| 录音           | 高木创                                        |
| 主题曲         | Gackt                                         |
| 音乐協力       | King Records                                  |
| 制片           | 松村圭一（SUNRISE）、 久保聪（Bandai Visual） |
| 動畫製作       | GAINAX、MADHOUSE                              |
| 背景           | 吉卜力工作室（II）                            |
| 制作           | 吉井孝幸                                      |
| 企划           | SUNRISE                                       |
| 制作协助       | 萬代影視、名古屋电视台                        |
| 發行           | 松竹                                          |

企画最初同《机动战士GUNDAM》和《∀GUNDAM》一样，为电视动画版的重新编辑版作品，富野亲自重新修改了整个三部曲（导演、编剧、分镜），通过进行全新的演绎和加入不同的视角，将原本杀气腾腾充满悲剧的故事进行重新编辑，并使剧情主体较为健全完整。作为过去播出电视动画版的放送局，名古屋电视台以共同制作的身份也参与了相关的製作。《星の鼓動は愛》最初拟定的标题为（‘三足鼎立’之意）。
劇場版的影片图像，是将电视版镜头画面比例改成剧场版适用的宽銀幕版（以下称旧作画）加进同一桢劇場版镜头（以下称新作画）内的特殊方法来剪辑制作。为使旧作画与新作画的新旧镜头的質感接近而进行名为“Aging”（老化的意思）的特殊处理。制作计划发表时，富野曾说这是由于《Z 剧场版》并不是全新作品的缘故，才采取这样的制作手法。而对于镜头，在旧作画的畫格内对画面的部分细节内容（比如驾驶舱内控制台的显示）进行添加或修改。
新作画部分因是在电视动画版之后所制作的，所以在《机动战士GUNDAM 0083 STARDUST MEMORY》中登場的吉姆加農II、吉姆特装型、吉姆镇暴型、德拉杰以及《ADVANCE OF Ζ 提坦斯的旗下》中的高达 TR-1“海兹尔”等MS也在剧中友情客串。

### 配音阵容
电影化之际，有超过20个角色的配音演员进行了变更。富野由悠季参加了飾演卡密兒·維丹的飛田展男进行的试听检验，富野曾对飛田说道「當天就有可能更改配音角色分配（当日にキャスト変更もありうる）」。另外，也有像曾飾演花·园丽的松冈美幸那样随着電視劇版的声優的引退而变更。劇場版公映之后所发售的《Z GUNDAM》相关的各种游戏，均啟用劇場版声優进行配音。
凤·村雨的配音由电视剧版的島津冴子改为尤加奈，莎拉·萨比亚罗夫的配音在电视剧版是水谷优子，在电影版第二部中由池脇千鶴擔當、第三部中則改為岛村香织。島津冴子和水谷優子皆曾透露「未接到电影演出邀请（映画出演のオファーがなかった）」。此外，在岛津冴子已出版回忆录中写道，当島津询问此事时富野曾说「被音响总监给骗了（音響監督に騙された）」。富野后来曾讲到「从一开始就已经有考虑启用新人来给凤和莎拉等角色进行配音了（フォウ、サラには最初から新人の起用を考えていた）」，「这是早就与音响总监研究过决定下来的（音響監督とよく検討して決めた）」。
電視版的声優鳴謝順序中夏亞·阿茲納布爾排在列首，自劇場版《恋人たち》起改為卡密兒·維丹排在列首。
此外，对于劇場版制作時已经去世的井上瑤（飾演塞拉·玛斯），在《星の鼓動は愛》中所使用的是在《相逢在宇宙篇》中遗留下来的声音资料进行剪辑后参与演出的（ライブラリ出演）。另外，鈴置洋孝（配音布萊特·諾亞）和户谷公次（配音卡克里肯·卡克勒、格瓦丹艦長）在完成《星の鼓動は愛》的錄音后去世，所以本作也成為他們的遺作。

## 音乐
主題曲由富野由悠季的友人，狂热的熱烈GUNDAM迷负责制作Gackt。背景音乐则与电视剧版一样仍由三枝成彰负责。另外，MS的動作音等的特效音源制作由原先的E&M策划中心（現 Sound Ring）改为Fizz Sound Creation进行，结果音效变得同《機動戰士高達》和《機動戰士高達0083》的效果一样。

### 主题曲
片头主题曲
《機動戦士Ζガンダム -星を継ぐ者-》
「Metamorphoze 〜メタモルフォーゼ〜」

片尾主题曲
全部歌曲的作詞・作曲 - Gackt.C / 演唱 - Gackt（唱片公司 - 日本皇冠）
《機動戦士Ζガンダム -星を継ぐ者-》
「君が待っているから（Remix ver.）」

《機動戦士ΖガンダムII -恋人たち-》
「mind forest」

《機動戦士ΖガンダムIII -星の鼓動は愛-》
「Love Letter」
「Dybbuk」

插曲
《機動戦士Ζガンダム -星を継ぐ者-》
「ハッシャバイ」
作詞 - 井荻麟 / 作曲 - 井上忠夫/ 編曲 - 宮川泰 / 歌 - 間嶋里美

### 原声带
曲目列表
| Disc 1   | Disc 1   | Disc 1 |
| 曲序     | 曲目     | 时长   |
| -------- | -------- | ------ |
| 1.       |          | 3:42   |
| 2.       |          | 2:21   |
| 3.       |          | 2:33   |
| 4.       |          | 1:17   |
| 5.       |          | 1:24   |
| 6.       |          | 1:36   |
| 7.       |          | 2:59   |
| 8.       |          | 1:30   |
| 9.       |          | 1:03   |
| 10.      |          | 2:33   |
| 11.      |          | 1:31   |
| 12.      |          | 2:14   |
| 13.      |          | 1:55   |
| 14.      |          | 2:56   |
| 总时长： | 总时长： | 30:49  |

| Disc 2   | Disc 2   | Disc 2 |
| 曲序     | 曲目     | 时长   |
| -------- | -------- | ------ |
| 1.       |          | 2:16   |
| 2.       |          | 0:50   |
| 3.       |          | 1:44   |
| 4.       |          | 1:26   |
| 5.       |          | 1:08   |
| 6.       |          | 4:05   |
| 7.       |          | 1:38   |
| 8.       |          | 1:32   |
| 9.       |          | 1:22   |
| 10.      |          | 1:58   |
| 11.      |          | 2:04   |
| 12.      |          | 1:25   |
| 13.      |          | 1:59   |
| 14.      |          | 0:52   |
| 15.      |          | 2:02   |
| 16.      |          | 4:29   |
| 17.      |          | 2:34   |
| 18.      |          | 1:26   |
| 19.      |          | 1:46   |
| 20.      |          | 0:35   |
| 21.      |          | 1:15   |
| 22.      |          | 1:56   |
| 23.      |          | 1:39   |
| 24.      |          | 2:00   |
| 25.      |          | 2:28   |
| 26.      |          | 1:23   |
| 27.      |          | 1:29   |
| 28.      |          | 4:56   |
| 29.      |          | 3:24   |
| 总时长： | 总时长： | 57:41  |

| Disc 3   | Disc 3   | Disc 3 |
| 曲序     | 曲目     | 时长   |
| -------- | -------- | ------ |
| 1.       |          | 3:30   |
| 2.       |          | 1:13   |
| 3.       |          | 2:28   |
| 4.       |          | 1:14   |
| 5.       |          | 1:26   |
| 6.       |          | 2:08   |
| 7.       |          | 0:59   |
| 8.       |          | 2:07   |
| 9.       |          | 1:08   |
| 10.      |          | 2:09   |
| 11.      |          | 1:49   |
| 12.      |          | 3:07   |
| 13.      |          | 2:18   |
| 14.      |          | 1:41   |
| 15.      |          | 2:03   |
| 16.      |          | 5:08   |
| 17.      |          | 2:36   |
| 18.      |          | 1:26   |
| 19.      |          | 1:41   |
| 20.      |          | 2:35   |
| 21.      |          | 2:01   |
| 总时长： | 总时长： | 44:47  |

## DVD /Blu-ray
销售，销售代理为萬代影視。

### DVD（第1作）
2005年10月28日发售。
- 機動戦士Ζガンダム A New Translation -星を継ぐ者- DVD通常版（单碟装）
  - 映像特典
    - 特報・劇場预告片

  - 封入特典
    - 内容简介（8P）
- 機動戦士Ζガンダム A New Translation -星を継ぐ者- DVD初回限定版（双碟装）
  - DISC 1：本編DVD（与通常版相同）
  - DISC 2：特典DVD
    - Making of Ζガンダム -星を継ぐ者-編
    - Gackt「Metamorphoze 〜メタモルフォーゼ〜」音乐视频
    - 「星を継ぐ者」图集

  - 封入特典（与通常版相同）
  - 附特製包装

### DVD（第2作）
2006年2月24日发售。
- 機動戦士Ζガンダム A New Translation II -恋人たち- DVD通常版（单碟装）
  - 映像特典
    - 特報・劇場预告片

  - 封入特典
    - 内容简介（8P）
- 機動戦士Ζガンダム A New Translation II  -恋人たち- DVD初回限定版（双碟装）
  - DISC 1：本編DVD（与通常版相同）
  - DISC 2：特典DVD
    - Making of Ζガンダム -恋人たち-編
    - VOICE MAGIC -声を操る者たち-
    - 「恋人たち」图集

  - 封入特典（与通常版相同）
  - 附特製包装

### DVD（最終作）
2006年8月25日发售。
- 機動戦士Ζガンダム A New Translation III -星の鼓動は愛- DVD通常版（单碟装）
  - 映像特典
    - 特報・劇場预告片

  - 封入特典
    - 内容简介（8P）
- 機動戦士Ζガンダム A New Translation III -星の鼓動は愛- DVD初回限定版（双碟装）
  - DISC 1：本編DVD（与通常版相同）
  - DISC 2：特典DVD
    - Making of Ζガンダム -星の鼓動は愛-編
    - 特别对话 富野由悠季×Gackt
    - 「星の鼓動は愛」图集

  - 封入特典（与通常版相同）
  - 附特製包装

### Blu-ray
2012年5月25日发售。
- （单碟装）
  - 映像特典
    - 特報・劇場预告片

  - 封入特典
    - 解说书（16页）
- （单碟装）
  - 映像特典
    - 特報・劇場预告片

  - 封入特典
    - 解说书（16页）
- （单碟装）
  - 映像特典
    - 特報・劇場预告片

  - 封入特典
    - 解说书（16页）
- （三碟装、限时发售版）
  - DISC 1：「星を継ぐ者」Blu-ray（与单品版相同）
  - DISC 2：「恋人たち」Blu-ray（与单品版相同）
  - DISC 3：「星の鼓動は愛」Blu-ray（与单品版相同）
  - 封入特典
    - 「星を継ぐ者」解说书（与单品版相同）
    - 「恋人たち」解说书（与单品版相同）
    - 「星の鼓動は愛」解说书（与单品版相同）
    - 「星を継ぐ者」劇場宣传册缩印版
    - 「恋人たち」劇場宣传册缩印版
    - 「星の鼓動は愛」劇場宣传册缩印版
    - 「星を継ぐ者」明信片
    - 「恋人たち」明信片
    - 「星の鼓動は愛」明信片

  - 附有恩田尚之&仲盛文特别绘制封套的三碟装蓝光包装

## 推广和公映
電影三部曲標語分別為「（再次的相會令靈魂躍動......释放吧，Z！！）」、「（吻的记忆......）」和「（谁都不知晓的结局......新译Z高达完结篇。人们在虚无的宇宙中找到温暖了吗！）」。

### Road to U.C.0105
为了给即将上映的电影《机动战士高达 闪光的哈萨维》，2021年元旦，机动战士高达系列官方YouTube频道“GUNDAM Channel”发起了名为“Road to U.C.0105”的冲击105万订阅人数的活动。活动以UC世纪各部作品发生的年代为目标，当订阅人数超过某一作品发生年份的1万倍数时，就会在频道上架相应作品24小时。在订阅人数达到87万后，官方分别在3月27日、4月3日和4月10日起连续三周免费上架《Z剧场版》三部曲。
之后又在BS12频道从4月11日起连续3周免费播映。

### 上海国际电影节
2021年5月18日，第24届上海国际电影节主办方公布的展映电影名单中，出现了8部高达系列电影作品，除了《机动战士高达》剧场版三部曲、电影《机动战士高达 逆袭的夏亚》以及电影《机动战士高达 闪光的哈萨维》第一部之外，也包括了本片三部曲，确认了影片的正式在中国大陆影院放映。

## 票房和销量
- 第一部（2005年5月28日上映） - 票房收入：8億6000万日元（资料来源電影旬報）
- 第二部（2005年10月29日上映） - 票房收入：6億日元（资料来源電影旬報）
- 第三部（2006年3月4日上映） - 票房收入：4億9000万日元（资料来源電影旬報）

## 漫畫改编
劇場版公開時，在漫画杂志上进行了《GUNDAM ACE》劇場版的漫画化連載。各部作品分别由不同的漫画家负责绘制。
- 第1部《機動戦士Ζガンダム -星を継ぐ者-》田卷久雄
- 第2部《機動戦士ΖガンダムII -恋人たち-》白石琴似
- 第3部《機動戦士ΖガンダムIII -星の鼓動は愛-》津島直人

同誌には、劇場版外传作品《機動戦士Ζガンダム デイアフタートゥモロー ―カイ・シデンのレポートより―》も連載された。

## 劇場版的结局与其他作品的联系
- 劇場版的结局中，卡缪的状態、GUNDAM Mk-II的损毁均与TV版有所不同。富野给在《Z 劇場版》之后的故事的相关制作留下了否定的评论[39]。连同《早期劇場版三部作》共六部作品合称为《六部作》，连带《逆袭的夏亚》合称《七部作》[40][41]。
- 关于电视版与劇場版，哪一个才算是正史，目前尚无正式的见解，多数的资料在以TV版为大前提下，将剧场版看作IF劇情来对待[42]。
- 以劇場版为基础所作的作品，在電影公映的同時期開始連載的由ことぶきつかさ（日语：ことぶきつかさ）創作的漫画《機動戰士Z GUNDAM Day After Tomorrow —凯·西汀的报告—（日语：機動戦士Ζガンダム デイアフタートゥモロー ―カイ・シデンのレポートより―）》。在本作中有关电影结束后所接续的《ZZ》故事表现得十分含糊[43]。
- 2009年在日本各地开展的上所发售的宣传纪念册《（ガンダム30周年記念上映 メモリアル・プログラム）》所刊登的「宇宙世紀年表」中，已经删去了许多以剧场版中未存在的部分为中心的事件。在这份年表上也记载了《機動戦士ガンダムΖΖ》的相关内容，但这份年表上劇場版与《ΖΖ》之间并无直接关联。然而，U.C.0088年2月29日，阿克西斯出动军队对各SIDE进行镇压的事件及其后续事情，以及电影中关于阿克西斯撤退的事情在年表中并未体现。

## 影响
《機動戦士Ζガンダム -星を継ぐ者-》的上映影院并不是很多，日本全国仅有83家剧院上映，周度电影票房排行第3位。上映五周后，仍在票房前十位。另外，曾获得《第5回东京动漫奖》劇場映画部門優秀作品奖。
《機動戦士ΖガンダムII -恋人たち-》有104家影院上映，《機動戦士ΖガンダムIII -星の鼓動は愛-》则最終在106家影院上映。同時期各大媒体上均对《機動戦士Ζガンダム》进行再次的评价。

## 脚注